# Patamousse
Patamousse est un lapin de fiction anthropomorphe, personnage principal de la série de bande dessinée animalière Les Aventures de Patamousse du Français Edmond-François Calvo, dont les trois albums ont été publiés par la Société parisienne d'édition en 1943 et 1946.
Patamousse est un jeune lapin qui, après le lycée, devient explorateur puis détective.

## Albums
- Les Aventures de Patamousse, Société parisienne d'édition[2] :

1. Patamouse, 1943.
2. Tagada détective, 1946.
3. Tromblon le brigand, 1946.

- Calvo, Futuropolis, coll. « 30x40 », 1974. Reprise intégrale des trois fascicules SPE, réédition couleur en 1978[3].